# Андреас Міауліс
Андреас Міауліс, також Андреас Міауліс-Вокос (грец. Ανδρέας Μιαούλης-Βώκος, 20 травня 1769, Ідра — 24 червня 1835, Пірей) — грецький адмірал, здійснював командування грецьким флотом впродовж Грецької революції.

## Біографія

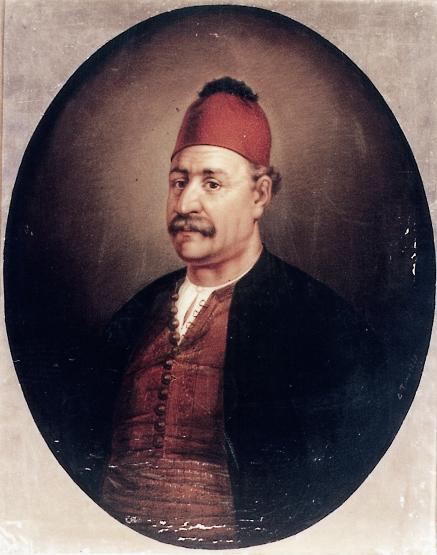
Андреас Міауліс, портрет роботи Діонісіоса Цокоса

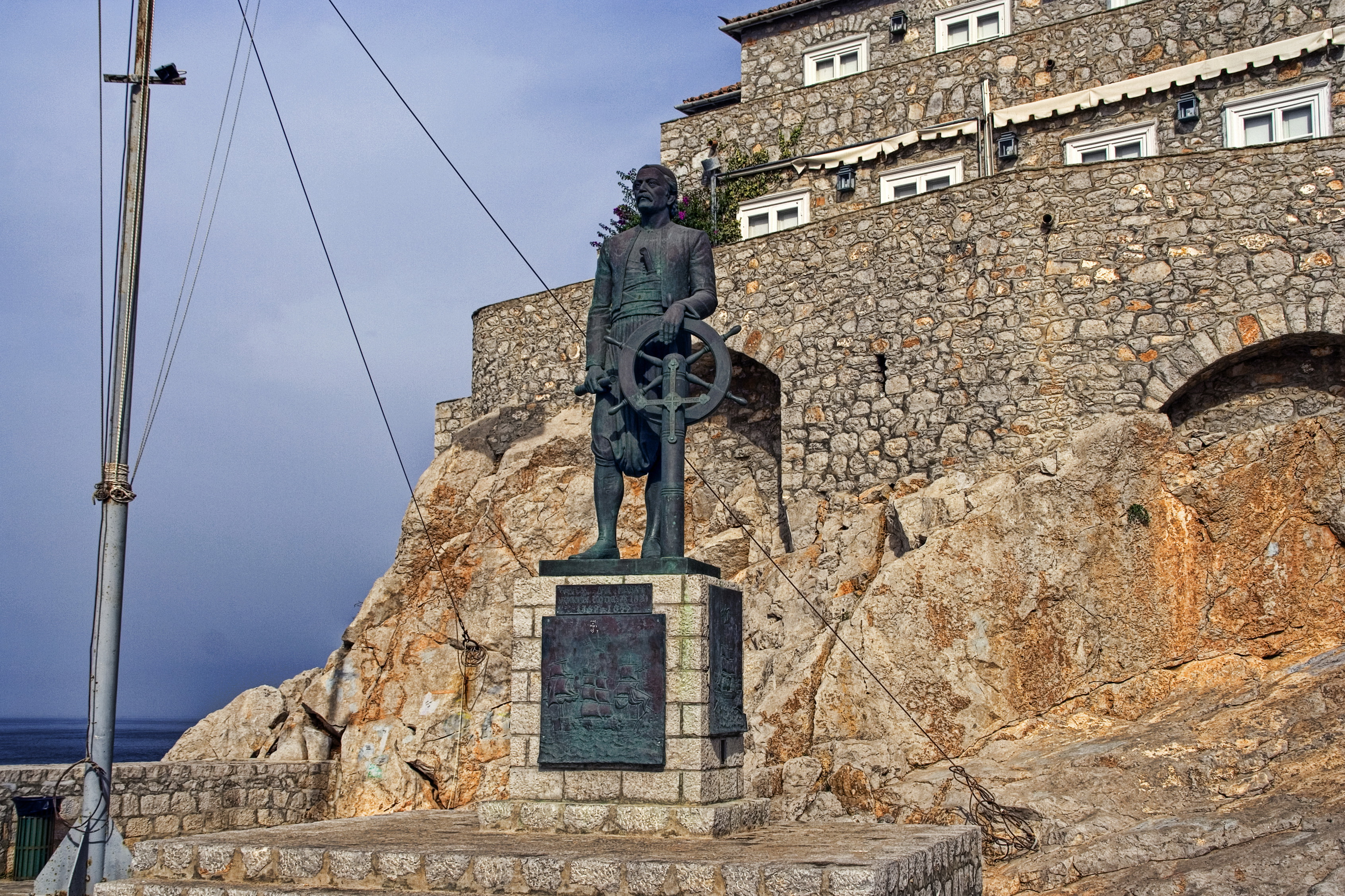
Пам'ятник Міаулісу на острові Ідра

Народився 1769 року на острові Ідра, походив із родини арванітів. Вокос — справжнє прізвище, прізвисько Міауліс, імовірно, утворене від слова тур. miaoul, що означає фелюга — невелике безпалубне вітрильне судно, поширене в Середземномор'ї.
Розпочав свою службу матросом, але потім розбагатів від торгівлі і 821 року міг спорядити на власний кошт фрегат, командуючи яким, взяв участь у боротьбі за незалежність Греції від Османської імперії. Призначений командувачем грецького флоту, здобув кілька перемог над турками, але охоче 1827 року поступився своєю посадою лорду Томасу Кокрену.
1831 року громада острова Ідра, головного центру конституційної партії, яка боролася з урядом Іоанна Каподістрії, доручила Міаулісу захопити арсенал острова Пороса і грецький флот, що стояв в його гавані. Міауліс досить легко виконав доручення, оскільки більшість матросів і офіцерів були на його боці. Адмірал Рікорд, який командував російським флотом в Архіпелазі, піддав пороську гавань блокаді, потім відкрив вогонь по грецькому флоту і потопив один корвет і кілька судів.
Переговори Міауліса із Рікордом не привели ні до чого, Міауліс сам підірвав кілька найкращих судів свого флоту, попередньо відправивши екіпаж на Порос, і втік з одним бригом на острів Ідра. Цим було завдано непоправного удару, з одного боку, морській могутності Греції, з іншого — Іоанну Каподістрії і російському впливу. Всі демократи і конституціоналісти Греції рішуче виправдовували вчинок Міауліса.
1832 року після зречення Августіноса Каподістрії, Міауліс був членом тимчасового уряду. Пам'ятник йому спорудять на острові Серресі в 1889 році. Син його Ніколаос в 1855 році був морським міністром, в 1859 році — міністром-президентом, а після повалення короля Оттона — членом тимчасового уряду.